# Juan Bautista Martínez del Mazo
Juan Bautista Martínez del Mazo, född omkring 1611 i Beteta, Cuenca, död 10 februari 1667 i Madrid, var en spansk målare under barocken. Han var elev och svärson till Diego Velázquez. När Velázquez avled efterträdde Mazo honom som hovmålare. En av Mazos elever var Benito Manuel Agüero (1624–1668).

## Bilder
| - Porträtt av María Teresa Fajardo (1665). - Margarita Teresa av Spanien i sorgklänning (1665–1666). - Maria Anna av Österrike i änkedräkt (1666). |

| - Vy över Zaragoza (1647). |